# Madwa-Nika Cadet
Madwa-Nika Cadet, née en 1990 à Montréal, est une avocate et femme politique québécoise, élue députée de Bourassa-Sauvé à l'Assemblée nationale du Québec sous la bannière du Parti libéral du Québec lors des élections générales du 3 octobre 2022.
Elle a été candidate en 2012 dans la circonscription de Rosemont.

## Résultats électoraux
|                                                                                               | Nom                    | Parti            | Nombre de voix | %      | Maj.  |
| --------------------------------------------------------------------------------------------- | ---------------------- | ---------------- | -------------- | ------ | ----- |
|                                                                                               | Madwa-Nika Cadet       | Libéral          | 9 704          | 40,1 % | 3 655 |
|                                                                                               | Absa Diallo            | Coalition avenir | 6 049          | 25 %   | -     |
|                                                                                               | Ricardo Gustave        | Québec solidaire | 3 737          | 15,5 % | -     |
|                                                                                               | Carmel-Antoine Bessard | Conservateur     | 2 161          | 8,9 %  | -     |
|                                                                                               | Zacharie Robitaille    | Parti québécois  | 2 101          | 8,7 %  | -     |
|                                                                                               | Omar Ahmed             | Vert             | 266            | 1,1 %  | -     |
|                                                                                               | Smaille Toussaint      | Indépendant      | 94             | 0,4 %  | -     |
|                                                                                               | Shawn Lalande McLean   | Accès propriété  | 70             | 0,3 %  | -     |
| Total                                                                                         | Total                  | Total            | 24 182         | 100 %  |       |
| Le taux de participation lors de l'élection était de 53,5 % et 547 bulletins ont été rejetés. |                        |                  |                |        |       |